# Hønefoss Ballklubb 2007
Questa voce raccoglie le informazioni riguardanti lo Hønefoss Ballklubb nelle competizioni ufficiali della stagione 2007.

## Rosa
| N. |                      | Ruolo | Calciatore       |
| -- | -------------------- | ----- | ---------------- |
| 1  | Norvegia (bandiera)  | P     | Thomas Solvoll   |
| 2  | Norvegia (bandiera)  | D     | Frode Lafton     |
| 3  | Norvegia (bandiera)  | D     | Kristian Gamkinn |
| 4  | Norvegia (bandiera)  | D     | Thomas Eftedal   |
| 5  | Finlandia (bandiera) | D     | Janne Räsänen    |
| 6  | Norvegia (bandiera)  | C     | Stian Rasch      |
| 7  | Norvegia (bandiera)  | D     | Kjetil Byfuglien |
| 8  | Norvegia (bandiera)  | C     | David Hanssen    |
| 9  | Norvegia (bandiera)  | A     | Lars Lafton      |
| 10 | Norvegia (bandiera)  | A     | Rune Hagen       |
| 10 | Norvegia (bandiera)  | A     | Robert Stene     |
| 11 | Norvegia (bandiera)  | D     | Benny Olsen      |
| 13 | Norvegia (bandiera)  | A     | Kai Risholt      |
| 14 | Norvegia (bandiera)  | D     | Håkon Wibe-Lund  |

| N. |                                 | Ruolo | Calciatore             |
| -- | ------------------------------- | ----- | ---------------------- |
| 15 | Sierra Leone (bandiera)         | C     | Umaru Bangura          |
| 16 | Norvegia (bandiera)             | C     | Vegard Voll            |
| 17 | Norvegia (bandiera)             | D     | Vadim Demidov          |
| 18 | Norvegia (bandiera)             | C     | Espen Haug             |
| 18 | Norvegia (bandiera)             | C     | Tor Øyvind Hovda       |
| 19 | Norvegia (bandiera)             | C     | Ola Kamara             |
| 19 | Norvegia (bandiera)             | A     | Goran Zlovic           |
| 20 | Norvegia (bandiera)             | D     | Christer Ellefsen      |
| 21 | Norvegia (bandiera)             | A     | Kamal Saaliti          |
| 22 | Bosnia ed Erzegovina (bandiera) | P     | Ismet Duracak          |
| 22 | Norvegia (bandiera)             | P     | Bjørn Smerud           |
| 23 | Norvegia (bandiera)             | C     | John Erling Kleppe     |
| 24 | Norvegia (bandiera)             | A     | Kenneth Di Vita Jensen |
| –– | Norvegia (bandiera)             | C     | Henrik Langdalen       |

## Risultati

### Campionato

#### Girone di andata
| Hønefoss 9 aprile 2007, ore 18:00 CEST 1ª giornata | Hønefoss     | 0 – 0 referto | Bodø/Glimt | AKA Arena (1.245 spett.)\| Arbitro: \| Hagen (Grue) \| |
| Arbitro:                                           | Hagen (Grue) |               |            |                                                        |

| Arbitro: | Hafsås |

|           |           |                         |
| Giæver 4’ | Marcatori | 24’ Risholt 90’ Saaliti |

| Arbitro: | Kjensli |

|                 |           |           |
| Haug 83’ (rig.) | Marcatori | 50’ Strøm |

| Arbitro: | Edvartsen (Hamar) |

|                 |           |             |
| Baldvinsson 56’ | Marcatori | 11’ Saaliti |

| Hønefoss 6 maggio 2007, ore 18:00 CEST 5ª giornata                                     | Hønefoss  | 1 – 4 referto                            | Bryne | AKA Arena (703 spett.) |
| \| \| \| \| \| Risholt 90’ \| Marcatori \| 40’, 64’ Helle 73’ Oyuga 81’ Sakariassen \| |           |                                          |       |                        |
|                                                                                        |           |                                          |       |                        |
| Risholt 90’                                                                            | Marcatori | 40’, 64’ Helle 73’ Oyuga 81’ Sakariassen |       |                        |

| Arbitro: | Hakestad |

|  |           |                                 |
|  | Marcatori | 5’ (rig.) L. Lafton 90’ Saaliti |

| Arbitro: | Hansen |

|             |           |  |
| Risholt 33’ | Marcatori |  |

| Arbitro: | Hansen |

|                                  |           |             |
| Waltrip 28’, 77’ H. Flo 44’, 58’ | Marcatori | 50’ Risholt |

| Arbitro: | Toppe |

|  |           |            |
|  | Marcatori | 19’ El Haj |

| Arbitro: | Kjensli |

|                                   |           |  |
| Brillant 6’ Wiig 18’ Johansen 76’ | Marcatori |  |

| Arbitro: | Ahlsen |

|                                   |           |  |
| Kvalheim 4’ (rig.), 10’, 34’, 73’ | Marcatori |  |

| Arbitro: | Hafsås |

|                     |           |             |
| Voll 7’ Saaliti 76’ | Marcatori | 83’ Knudsen |

| Arbitro: | Nordby |

|                         |           |  |
| Kienast 54’ Abiodun 81’ | Marcatori |  |

| Arbitro: | Hauge (Bergen) |

|                                              |           |                                             |
| Haug 36’ (rig.) Risholt 37’, 81’ Hanssen 53’ | Marcatori | 48’ (rig.), 89’ Moh. Abdellaoue 90’ Rogstad |

| Arbitro: | Ahlsen |

|                                   |           |  |
| Olsen 50’ Pelu 65’ Samuelsson 81’ | Marcatori |  |

#### Girone di ritorno
| Arbitro: | Staberg |

|                                   |           |          |
| Sannes 68’ Råstad 77’ Martins 81’ | Marcatori | 84’ Voll |

| Hønefoss 5 agosto 2007, ore 18:00 CEST 17ª giornata                             | Hønefoss  | 2 – 2 referto           | Tromsdalen | AKA Arena (691 spett.) |
| \| \| \| \| \| Hanssen 2’ Risholt 5’ \| Marcatori \| 40’ Johnsgård 45’ Minde \| |           |                         |            |                        |
|                                                                                 |           |                         |            |                        |
| Hanssen 2’ Risholt 5’                                                           | Marcatori | 40’ Johnsgård 45’ Minde |            |                        |

| Haugesund 12 agosto 2007, ore 18:00 CEST 18ª giornata | Haugesund | 0 – 0 referto | Hønefoss | Haugesund Stadion (1.779 spett.)\| Arbitro: \| Hafsås \| |
| Arbitro:                                              | Hafsås    |               |          |                                                          |

| Arbitro: | Edvartsen (Hamar) |

|  |           |                              |
|  | Marcatori | 2’ Baldvinsson 28’, 75’ Mork |

| Bryne 26 agosto 2007, ore 18:00 CEST 20ª giornata | Bryne | 0 – 0 referto | Hønefoss | Bryne Stadion (1.985 spett.) |

| Arbitro: | Høgberg |

|             |           |  |
| Eftedal 60’ | Marcatori |  |

| Arbitro: | Hafsås |

|                          |           |             |
| Marøy 21’ Šarić 49’, 62’ | Marcatori | 19’ Saaliti |

| Hønefoss 16 settembre 2007, ore 16:00 CEST 23ª giornata | Hønefoss | 0 – 0 referto | Sogndal | AKA Arena (578 spett.)\| Arbitro: \| Kamben \| |
| Arbitro:                                                | Kamben   |               |         |                                                |

| Arbitro: | Hagen (Grue) |

|                |           |               |
| Fredriksen 76’ | Marcatori | 68’ L. Lafton |

| Arbitro: | Hagen (Grue) |

|                         |           |                        |
| Eftedal 12’ Saaliti 27’ | Marcatori | 42’ Wiig 70’ Halvorsen |

| Arbitro: | Kjensli |

|                                            |           |               |
| L. Lafton 15’ (rig.), 34’, 67’ Saaliti 76’ | Marcatori | 76’ Samuelsen |

| Arbitro: | Døvle |

|                         |           |                               |
| Nilsen 44’ Pedersen 54’ | Marcatori | 2’ Eftedal 57’ (rig.) Hanssen |

| Arbitro: | Hauge (Bergen) |

|                          |           |                     |
| Ellefsen 37’ Hanssen 61’ | Marcatori | 58’ Pasoja 82’ Øren |

| Arbitro: | Ahlsen |

|  |           |                                     |
|  | Marcatori | 29’ Eftedal 36’ Hanssen 41’ Saaliti |

| Arbitro: | Hansen |

|  |           |                                                               |
|  | Marcatori | 11’, 15’ Samuelsson 21’ Olsen 55’ (rig.) Månsson 85’ Ellefsen |

### Coppa di Norvegia
| Lillehammer 20 maggio 2007, ore 18:00 CEST Primo turno                                               | Lillehammer | 1 – 4 referto                                      | Hønefoss | Stampesletta Stadion |
| \| \| \| \| \| Øien 63’ (rig.) \| Marcatori \| 14’ Stene 26’ (aut.) Pedersen 45’ Voll 76’ Saaliti \| |             |                                                    |          |                      |
| |             |                                                    |          |                      |
| Øien 63’ (rig.)                                                                                      | Marcatori   | 14’ Stene 26’ (aut.) Pedersen 45’ Voll 76’ Saaliti |          |                      |

| Hønefoss 13 giugno 2007, ore 18:00 CEST Secondo turno              | Hønefoss  | 3 – 0 referto | Os | AKA Arena |
| \| \| \| \| \| Voll 31’ Saaliti 38’ Hanssen 39’ \| Marcatori \| \| |           |               |    |           |
|                                                                    |           |               |    |           |
| Voll 31’ Saaliti 38’ Hanssen 39’                                   | Marcatori |               |    |           |

| Bodø 27 giugno 2007, ore 18:00 CEST Terzo turno | Bodø/Glimt | 1 – 0 referto | Hønefoss | Aspmyra Stadion (2.112 spett.) |
| \| \| \| \| \| Olsen 24’ \| Marcatori \| \|     |            |               |          |                                |
|                                                 |            |               |          |                                |
| Olsen 24’                                       | Marcatori  |               |          |                                |